# Nikoloz Sherazadishvili
Nikoloz Sherazadishvili Sakvarelidze (né le 19 février 1996 à Tbilissi) est un judoka espagnol d'origine géorgienne concourrant dans la catégorie des moins de 90 kg, poids moyens puis des moins de 100 kg, poids mi-lourds.

## Carrière
Nikoloz Sherazadishvili arrive en Espagne à l'âge de 14 ans. Il est naturalisé espagnol en 2014. Dès cette année, il remporte ses premières médailles, le bronze des championnats d'Europe junior à Bucarest le l'argent, toujours en junior, lors des mondiaux de Fort Lauderdale. L'année suivante, il remporte deux médailles d'argent dans ces catégories d'âge, à Malaga pour la compétition européenne et à Abu Dhabi pour la compétition mondiale.
Il est médaillé de bronze dans la catégorie des moins de 90 kg aux Championnats d'Europe de judo 2018 puis médaillé d'or dans cette même catégorie aux Jeux méditerranéens de 2018.
Le 24 septembre 2018 lors des mondiaux de Bakou, il devient le premier judoka espagnol à obtenir un titre de  champion du monde.

## Palmarès

### Compétitions internationales
| Année | Compétition           | Lieu        | Résultat | Catégorie       |
| ----- | --------------------- | ----------- | -------- | --------------- |
| 2018  | Championnats d'Europe | Tel Aviv    | 3e       | Moins de 90 kg  |
| 2018  | Championnats du monde | Bakou       | 1er      | Moins de 90 kg  |
| 2021  | Championnats du monde | Budapest    | 1er      | Moins de 90 kg  |
| 2022  | Championnats d'Europe | Sofia       | 3e       | Moins de 100 kg |
| 2022  | Jeux méditerranéens   | Oran        | 1er      | Moins de 100 kg |
| 2023  | Championnats d'Europe | Montpellier | 3e       | Moins de 100 kg |
| 2024  | Championnats du monde | Abou Dabi   | 3e       | Moins de 100 kg |

### Masters mondial, Tournois Grand Chelem et Grand Prix
| Année | Compétition     | Lieu              | Résultat | Catégorie       |
| ----- | --------------- | ----------------- | -------- | --------------- |
| 2016  | Grand Prix      | Tbilissi          | 3e       | Moins de 90 kg  |
| 2017  | Grand Prix      | Cancún            | 1er      | Moins de 90 kg  |
| 2017  | Grand Prix      | Abu Dhabi         | 1er      | Moins de 90 kg  |
| 2017  | Masters mondial | Saint-Petersbourg | 3e       | Moins de 90 kg  |
| 2018  | Grand Prix      | Budapest          | 3e       | Moins de 90 kg  |
| 2019  | Grand Chelem    | Bakou             | 3e       | Moins de 90 kg  |
| 2019  | Grand Prix      | Budapest          | 1er      | Moins de 90 kg  |
| 2019  | Grand Chelem    | Brasilia          | 1er      | Moins de 90 kg  |
| 2019  | Grand Chelem    | Abou Dabi         | 1er      | Moins de 90 kg  |
| 2020  | Grand Chelem    | Paris             | 1er      | Moins de 90 kg  |
| 2020  | Grand Chelem    | Budapest          | 3e       | Moins de 90 kg  |
| 2021  | Grand Chelem    | Tel Aviv          | 2e       | Moins de 90 kg  |
| 2022  | Grand Chelem    | Antalya           | 2e       | Moins de 100 kg |
| 2022  | Grand Chelem    | Budapest          | 3e       | Moins de 100 kg |
| 2022  | Grand Chelem    | Abou Dabi         | 2e       | Moins de 100 kg |
| 2024  | Grand Prix      | Odivelas          | 2e       | Moins de 100 kg |
| 2024  | Grand Chelem    | Paris             | 2e       | Moins de 100 kg |
| 2024  | Grand Chelem    | Tbilissi          | 1er      | Moins de 100 kg |

### Autres compétitions
- Médaille d'or des Jeux méditerranéens de 2018.